# Kvie Sø
Kvie Sø är en sjö i Danmark.   Den ligger i Varde kommun i Region Syddanmark, i den västra delen av landet, 240 km väster om huvudstaden Köpenhamn. Kvie Sø ligger 25 meter över havet. Arean är 0,31 kvadratkilometer. Trakten runt Kvie Sø består till största delen av jordbruksmark. Den sträcker sig 0,6 kilometer i nord-sydlig riktning, och 0,6 kilometer i öst-västlig riktning.